# Экспедиция Сеймура
Экспеди́ция Се́ймура (кит. трад. 西摩爾遠征, упр. 西摩探险队) — попытка Альянса восьми держав под командованием британского адмирала Эдварда Сеймура пройти маршем в Пекин и снять осаду ихэтуанями дипломатических миссий в Посольском квартале Пекина в июне 1900 года. Китайская армия и ихэтуани разгромили армию Сеймура и заставили её отступить обратно в Тяньцзинь.

## Предыстория

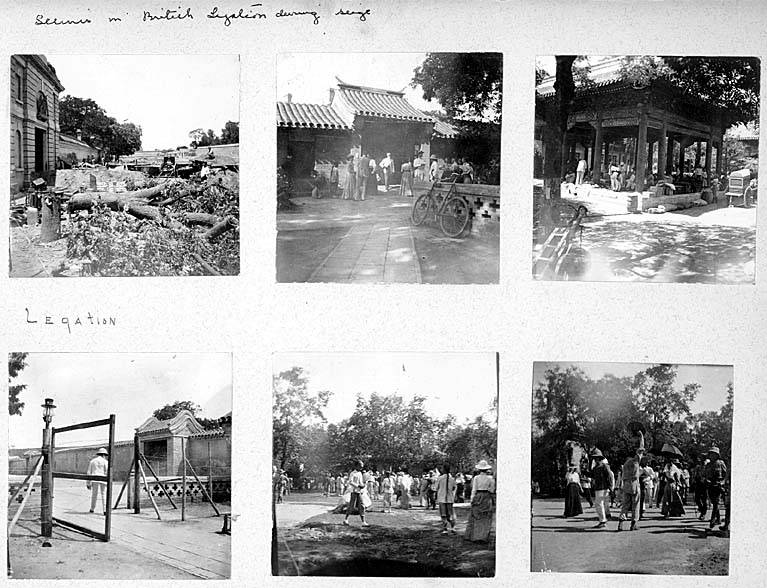
Сцены в одной из дипмиссий во время осады

В мае и июне 1900 года группа ихэтуаней начали наступление на Пекин. Цинское правительство относилось к ихэтуаням неоднозначно, опасаясь, что они могут поднять восстание и против них. Ихэтуани стали серьёзной угрозой для граждан Запада и Японии, убивая миссионеров и китайских христиан, живущих в Северном Китае. Это вынудило дипломатические миссии в Пекине обратиться с просьбой прислать охрану для их защиты. Таким образом, 31 мая в Пекин прибыли более 400 морских пехотинцев и военно-морских сил из восьми стран. Однако, когда ихэтуани стали представлять более значительную угрозу, стало очевидно, что необходимы дополнительные войска. 9 июня сэр Клод Максвелл Макдональд, посол Британии в Китае, телеграфировал командующему Китайской станции британского военно-морского флота Эдварду Хобарту Сеймуру, что ситуация в Пекине становится всё более серьёзной и что войска должны быть высажены со всеми приготовлениями для немедленного наступления на Пекин.
После сообщение Макдональда, Сеймур за 24 часа собрал отряд из более чем 2000 моряков и морских пехотинцев с европейских, американских и японских военных кораблей. Он приготовился отправиться в Пекин поездом из Тяньцзиня, расположенного в 120 км от него. Его силы состояли из 916 британцев, 455 немцев, 326 русских, 158 французов, 112 американцев, 54 японцев, 41 итальянца и 26 австрийцев. Начальником штаба Сеймура был британский капитан Джон Джеллико.
Дипломаты в Пекине ожидали, что армия Сеймура прибудет 11 июня. По сути, они начали вторжение, поскольку они не сообщили Императорскому двору о своих намерениях и не запросили разрешения.

## Экспедиция

### Продвижение в сторону Пекина

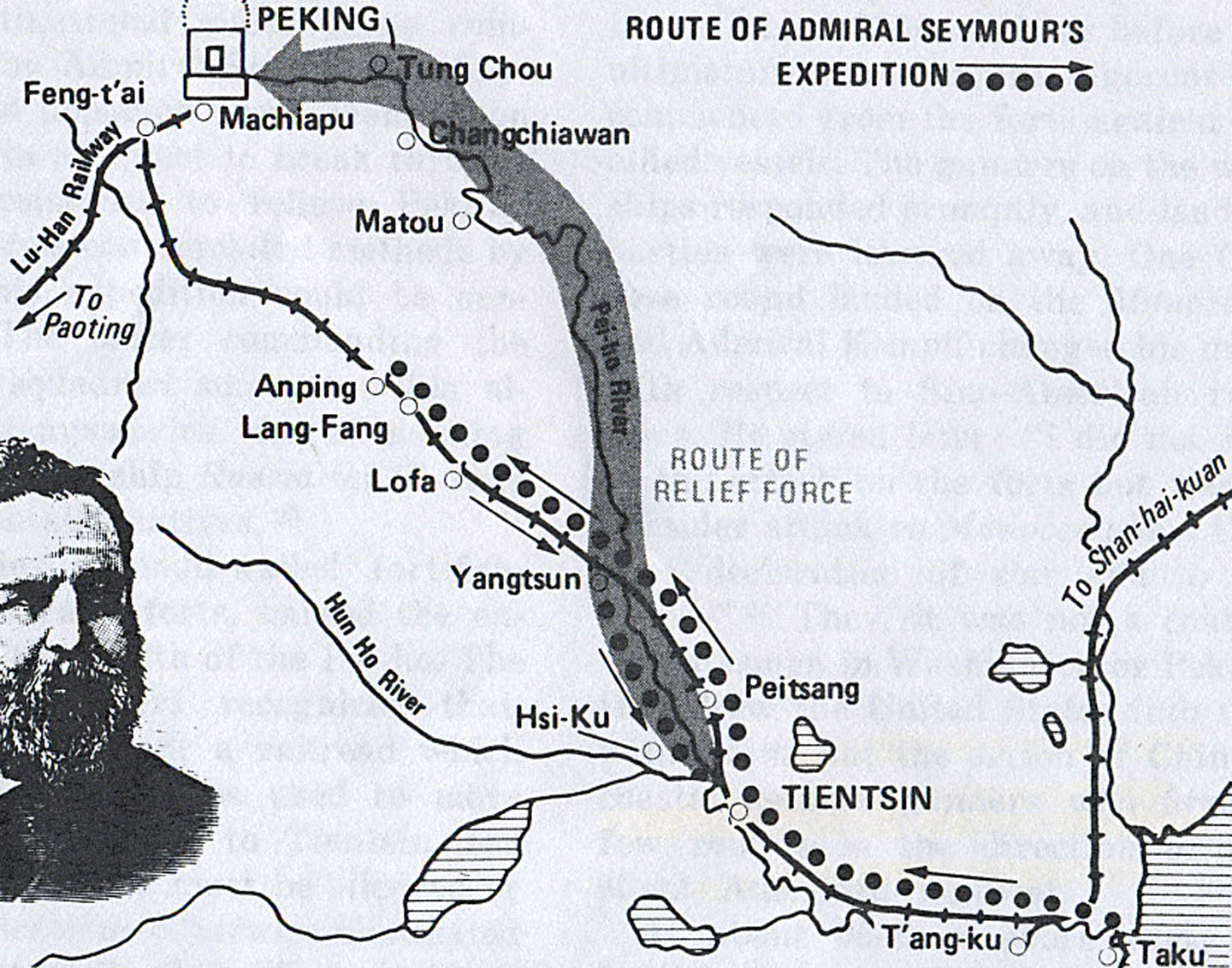
Планируемый маршрут экспедиции

Сеймур командовал пятью поездами в Тяньцзине и утром 10 июня он со всеми своими войсками отправился в Пекин. В первый день солдаты без происшествий прошли 40 км, беспрепятственно перейдя мост в Яньцуне через реку Хай, и хотя китайский генерал Не Шичэн и тысячи его солдат разбили там лагерь, они не стали их атаковать, поскольку генерал Не был намеренно против приказов Жунлу, маньчжурского политического и военного лидера, который пытался сорвать усилия по захвату Посольского квартала в Пекине. Следующие несколько дней войска Сеймура шли медленно, поскольку им приходилось ремонтировать железнодорожные пути и отбиваться от атак ихэтуаней по мере продвижения их поездов. 14 июня несколько сотен ихэтуаней, вооружённых мечами, копьями и гингальсами, дважды атаковали армию Сеймура и убили пятерых итальянских солдат.
По итогам одного боя американцы насчитали 102 тела ихэтуаней, убитых на поле боя.
Китайское правительство изменило свою прежнюю позицию после того, как узнало о вторжении, решив присоединиться к ихэтуаням и приказать своей армии защищаться от марша армии Сеймура на китайскую столицу.
Во время одного из боёв, ихэтуани, вооружённые мечами и копьями атаковали англичан, вооружённых винтовками Ли-Метфорда калибра .303, и американцев, вооружённых M1895 Lee Navy. В упор одному британскому солдату пришлось выстрелить в одного ихэтуаня четырьмя пулями. Американский капитан Боуман МакКалла сказал, что «одиночных выстрелов из винтовки было недостаточно: чтобы остановить ихэтуаня, требовалось несколько выстрелов из винтовки, и только пулемёты смогли немедленно остановить ихэтуаней».

#### Битва при Ланфане

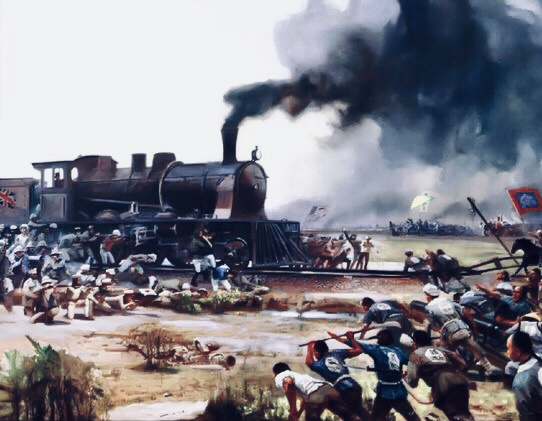
Китайцы атакуют армию Сеймура при Ланфане, 18 июня 1900 года

Генерал Дун Фусян вместе со своей Ганьсуньской армией, состоящей из китайских мусульман, готовился устроить засаду на армию Сеймура. Генералы Ма Фусян и Ма Фулу лично спланировали и возглавили атаку, окружив иностранных сил в клещи. 18 июня войска Дун Фусяна, дислоцированные в Охотничьем парке на юге Пекина, атаковали несколько точек, включая Ланфан. В состав отряда Дун Фусяна численностью 5000 человек входили кавалеристы, вооружённые современными винтовками. 
Иностранные войска, особенно немцы, отбили атаку, убив 200 солдат Ганьсуньской армии и 200 ихэтуаней, но потеряв семь человек убитыми и 57 ранеными (по современным данным). Необходимость ухода за ранеными, нехватка припасов и возможность дополнительных атак со стороны китайцев побудили Сеймура и его офицеров принять решение отступить обратно в Тяньцзинь. Неожиданное нападение китайской армии на Сеймура стало ответом на нападение европейцев и японцев на форты Дагу двумя днями ранее, из-за чего китайское правительство решило оказать сопротивление армии Сеймура и убить или изгнать всех иностранцев в Северном Китае.

### Отступление

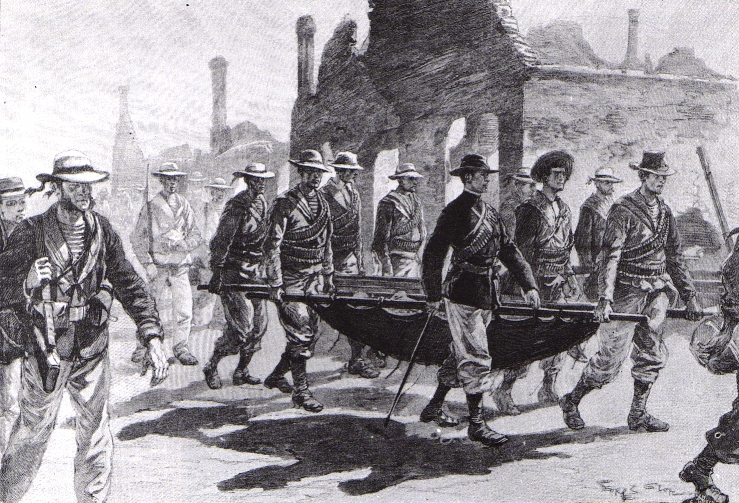
Адмирал Сеймур возвращается в Тяньцзинь со своими солдатами

Сеймур развернул свои пять поездов и направился обратно в Тяньцзинь. Однако он обнаружил, что либо ихэтуани, либо китайская армия разрушили мост через реку Хай, который он пересёк ранее. Экспедиции придётся либо пересечь реку на лодке и пройти 28 км до Тяньцзиня по железной дороге, либо следовать по реке 48 км до Тяньцзиня. Моряки, которым возможно было более комфортно у воды, предпочли следовать по реке, хотя железнодорожный маршрут был короче и пролегал через открытую местность. Вдоль густонаселённых берегов рек через каждые полмили в деревнях располагались крупные силы ихэтуаней.
Отступление Сеймура вниз по реке Хай было медленным и трудным: в первый день он преодолел всего 4 км. Среди раненых также был капитан Джеллико, получивший едва не смертельное ранение. К 22 июня у солдат закончилась еда, и у них осталось менее 10 патронов на человека, за исключением американцев, которые привезли с собой достаточно боеприпасов. Однако по некоторым данным, они никогда не думали о сдаче.
23 июня в 9 км от Тяньцзиня войска Сеймура наткнулись на форт и арсенал китайской армии, которые по необъяснимым причинам оказались почти незащищёнными. Иностранные солдаты укрылись в арсенале, где хранилось большое количество оружия и боеприпасов, а также немного еды. Понимая свою ошибку, оставив арсенал без защиты, китайская армия попыталась выбить силы Сеймура, которые теперь были хорошо обеспечены, и таким образом отразили атаки китайцев.
Китайский слуга британцев пробрался в Тяньцзинь и попросил подкрепление для экспедиции. И тогда отряд из 2000 солдат вышел из города к арсеналу 25 июня и на следующий день сопроводил людей Сеймура обратно в Тяньцзинь. Китайцы не стали препятствовать их проходу. Один миссионер сообщил об их прибытии в Тяньцзинь так:
Я никогда до своего смертного дня не забуду длинную вереницу пыльных, измученных путешествиями солдат, которые в течение двух недель жили на четверть пайка и сражались каждый день... Мужчин встретили добрые дамы с ведрами чая, который бедняги пили так, как-будто они никогда раньше не пили, а некоторые даже плакали.
Из первоначальных 2000 человек экспедиции Сеймура 62 погибли а 232 были ранены.
Осаждённые дипломатические миссии в Посольском квартале Пекина, не подозревая о провале экспедиции, всё ещё думали, что Сеймур почти у цели и что они скоро будут спасены.
Даже китайское правительство в то время не знало, что их собственные силы вынудили армию Сеймура отступить.

## Оценка

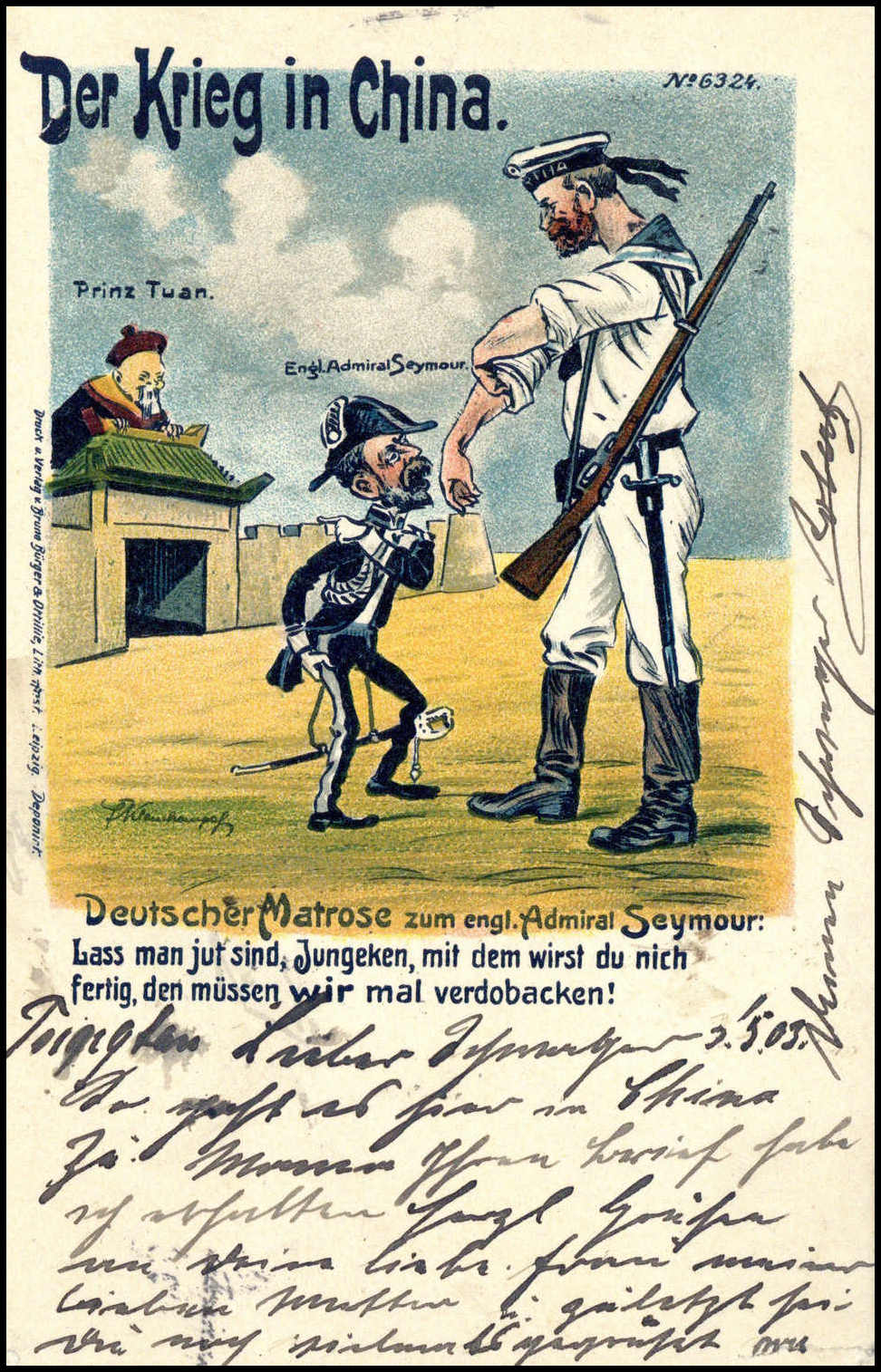
Немецкий матрос (справа), Эдвард Сеймур (слева) и принц Туан укрывающийся за стенами Запретного города в Пекине (на заднем плане) на многоцветной литографии в виде открытки № 6324 из серии «Война в Китае»

Экспедиция Сеймура стала «серьёзным провалом» и «унижением». Сеймур недооценил своего противника, полагая, что он сможет быстро пробиться в Пекин практически без сопротивления. После провала экспедиции Сеймура Альянсу потребовалось больше месяца, чтобы организовать более крупную и лучше оснащённую армию, чтобы победить китайцев и двинуться на Пекин для снятия осады Посольского квартала.
Основными причинами провала экспедиции были резкая недооценка китайского сопротивления, перерезание телеграфных линий, чрезмерная зависимость от железнодорожного транспорта и недостаточная готовность к охране железнодорожных линий, а также общее отсутствие стратегического планирования и видения адмирала Сеймура. Газета The Spectator отметила, что экспедиция должна была «исходить из предположения, что любые силы европейцев, какими бы маленькими они ни были, могут победить любые силы китайцев, какими бы большими они ни были».